# Tunel pod Białą Górą
Tunel pod Białą Górą – zespół dwóch tuneli kolejowych przebiegających pod masywem Biała Góra na terenie powiatu miechowskiego, w północnej części województwa małopolskiego. Tunel stanowi element infrastruktury linii kolejowej nr 8, łączącej Warszawę z Krakowem. 

## Opis
Obiekt składa się z dwóch równoległych, jednotorowych korytarzy o konstrukcji stopowej oddalonych od siebie o 40 metrów. Mają one niemal jednakową długość 764 metrów, choć pierwotnie ich długość wynosiła nieco ponad 813 metrów. W obydwu tunelach istnieje dość znaczny spadek wysokości wynoszący 8‰ w kierunku wylotu północnego. Do budowy tuneli użyto tzw. metody „belgijskiej”. W 2005 roku zostały im nadane nowe nazwy „August” – tunelowi zachodniemu oraz „Włodzimierz” – tunelowi wschodniemu. Tunel znajduje się na granicy dwóch gmin. Wylot północny znajduje się na terenie gminy Kozłów, zaś południowy gminy Charsznica. Obiektowi nazwę zawdzięcza pobliska stacja kolejowa – Tunel.

## Historia

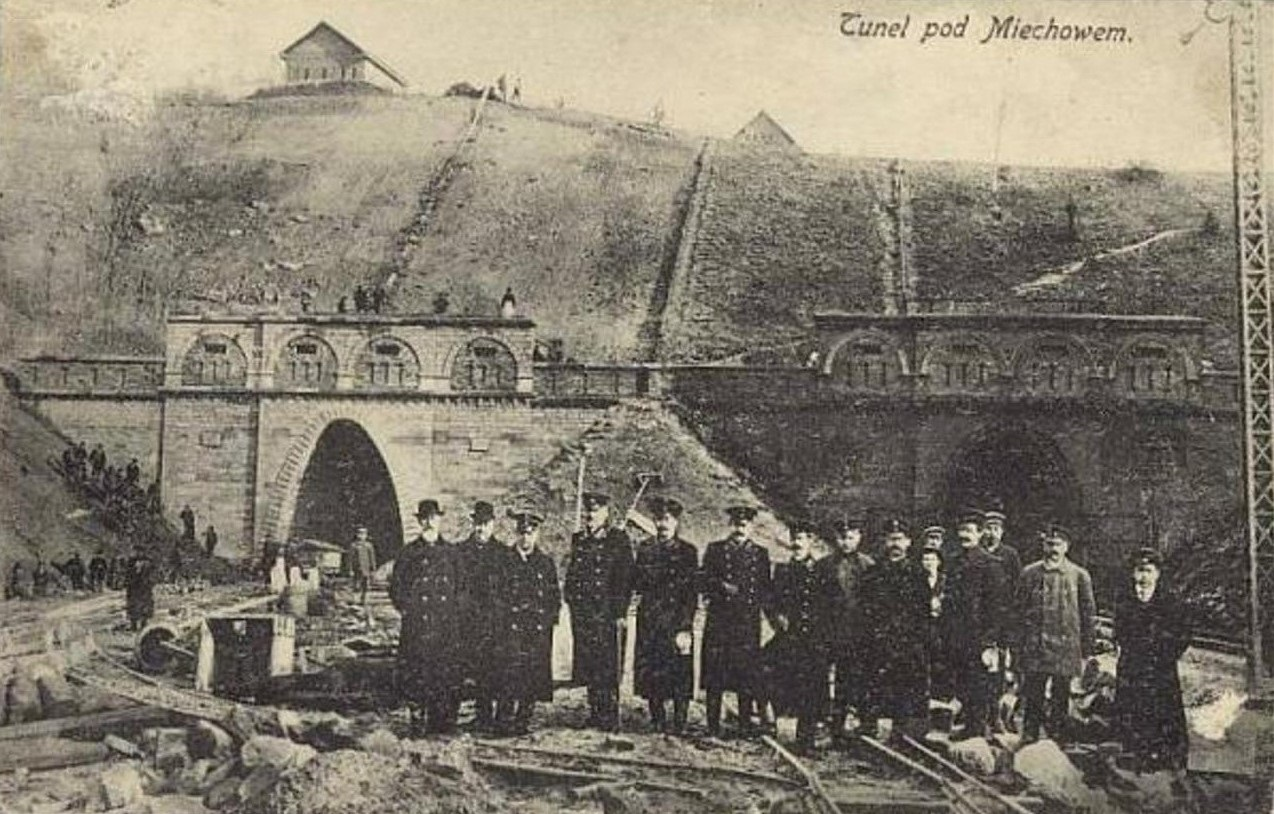
Tunele przed pierwszą wojną światową

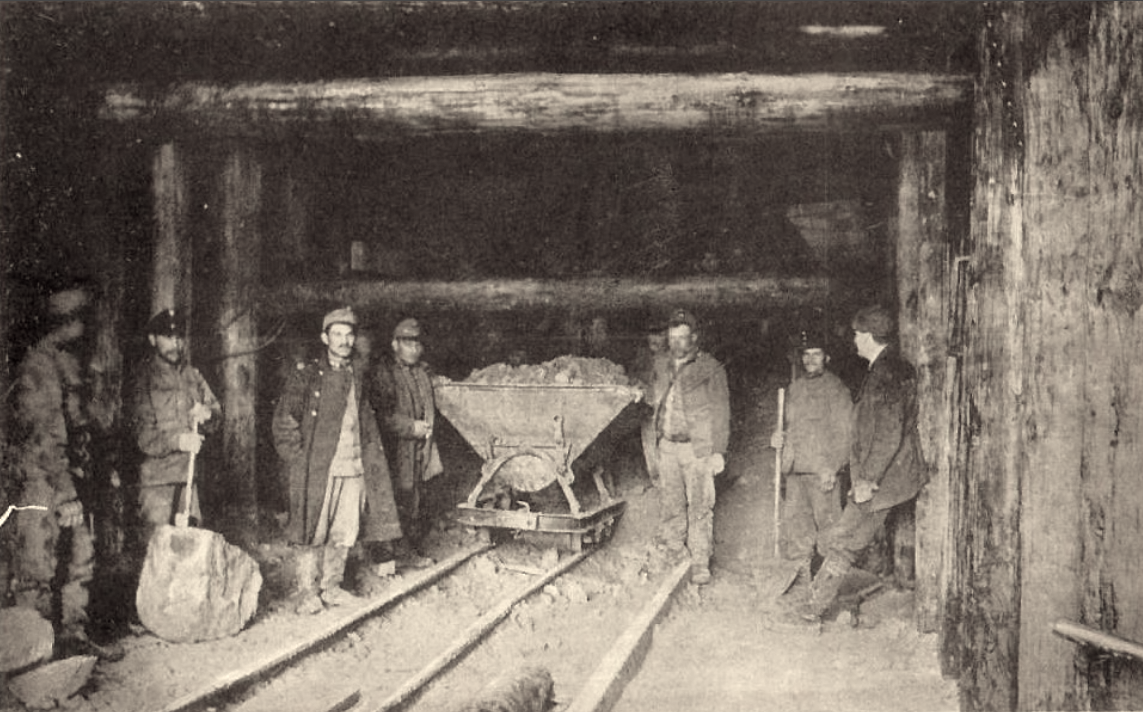
Budowniczowie drugiej nitki tunelu

Pierwsza nitka tunelu została oddana do użytku 25 stycznia 1885 roku, po trzech latach budowy jako element nowo powstałej kolei Iwangorodzko-Dąbrowskiej. Do budowy obiektu zużyto ponad 3,5 miliona cegieł. W celu dostarczania niezbędnego budulca, właściciele linii kolejowej uruchomili w okolicy budowy dużą cegielnię wyposażoną w piec kręgowy typu Hoffmana, która była w stanie dostarczać nawet 147 tysięcy sztuk cegły przy jednorazowym wypale. Tunel powstał wyłącznie w celach strategicznych. Biała Góra jest stosunkowo niewielkim i niestanowiącym większej przeszkody wzniesieniem, dodatkowo łatwym do ominięcia przez szlak kolejowy, co w latach 70. XX wieku uczyniono wytyczając linię hutniczą szerokotorową, na znacznej długości równoległą do linii Iwangorodzko-Dąbrowskiej. Tunel kolejowy został przewidziany przez projektantów jako wrażliwy element, którego wysadzenie w obliczu potencjalnej agresji Niemiec lub Austro-Węgier umożliwiało zablokowanie linii kolejowej i tym samym spowolnienie wrogich wojsk. Z powodu militarnego przeznaczenia obiekt został wykonany przez jednostkę rządową z pominięciem procedury przetargowej. Pracami budowlanymi kierował Bolesław Rupniewski. W budowę tunelu zaangażowani byli także znani inżynierowie Weiler oraz pochodzący z Włoch Forradini. Do spotkania ekip drążących po obydwu stronach wzniesienia doszło 27 lipca 1883 roku. Budowa konstrukcji kosztowała akcjonariuszy ponad milion rubli. Tunel od momentu powstania aż do odzyskania przez Polskę niepodległości był jedynym tego typu obiektem na terenie Królestwa Polskiego, chociaż pierwotne plany linii Iwangorodzko-Dąbrowskiej przewidywały budowę bliźniaczego obiektu w okolicach Suchedniowa.
W latach 1910−1912, w związku z rosnącym ruchem kolejowym, zbudowano drugą nitkę tunelu. Tunele otrzymały wtedy swoje pierwsze nazwy. Na cześć inspektora dróg żelaznych Ferdynanda Rydzewskiego, tunel zachodni otrzymał nazwę „Ferdynand”, natomiast na cześć naczelnego szefa kolei, Jana Blocha, tunel wschodni został nazwany "Jan". W 1914 roku, wkrótce po wybuchu I wojny światowej, tunele zgodnie ze swoim przeznaczeniem zostały wysadzone. Odbudowa miała miejsce w 1920 roku. W okresie międzywojennym zostało zbudowane połączenie kolejowe łączące Uniejów-Rędziny z Krakowem, w wyniku którego znacznie wzrosło znaczenie tunelu, stanowiącego od tego momentu element ważnej linii kolejowej. W 1935 roku tunelem była przewożona trumna z ciałem marszałka Józefa Piłsudskiego. Wydarzenie to zgromadziło tłumy gapiów. Dwa lata później wielu okolicznych mieszkańców zgromadziło się ponownie, aby obejrzeć przejazd króla Rumunii Karola II. W trakcie trwania kampanii wrześniowej konstrukcja nie odniosła większych szkód, została jednak wysadzona przez wycofujące się wojska niemieckie w 1945 roku. Odbudowany obiekt uruchomiono tuż po zakończeniu wojny. W 2013 roku tunele wraz z 5,5 km odcinkiem torów zostały poddane gruntownej modernizacji. Inwestycja została sfinansowana ze środków własnych PKP PLK SA.